# سوت‌زن‌های نمادین
سردرشت‌ها (نام علمی: Pachycephala) یا سوت‌زن‌های نمادین (به انگلیسی: Typical whistlers)  نام یک سرده از تیره کلاغیان است.